# Escada Imóvel

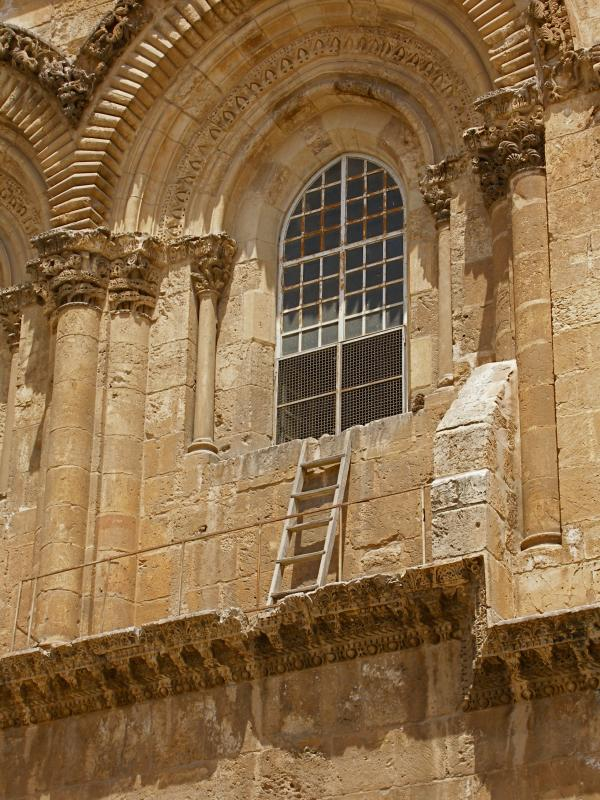
A "Escada Imóvel" na Igreja do Santo Sepulcro.

A Escada Imóvel é uma escada de madeira encostada na janela direita no segundo andar da fachada da Igreja do Santo Sepulcro na Cidade Velha de Jerusalém. A escada repousa sobre uma saliência e abaixo de uma janela de propriedade da Igreja Apostólica Armênia. A escada é um símbolo de disputas interdenominacional dentro do Cristianismo. Sua presença em sua localização atual simboliza o cumprimento de um acordo entre seis denominações cristãs, que coletivamente são donas da igreja, de não mover, consertar ou alterar nada na igreja sem o consentimento de todas as seis denominações.

## História
O aparecimento da Escada Imóvel na fachada da Igreja do Santo Sepulcro está ligado aos conflitos entre denominações cristãs pelo controle dos santuários do Santo Sepulcro e à divisão da igreja entre seis denominações cristãs. Várias partes da igreja são atualmente de propriedade da Igreja Católica, Igreja Ortodoxa Grega, Igreja Apostólica Armênia, Igreja Ortodoxa Siríaca, Igreja Ortodoxa Etíope e Igreja Ortodoxa Copta.
A escada aparece representada em todas as fotos e todos os desenhos feitos da igreja desde, pelo menos, 1835.

### Contexto

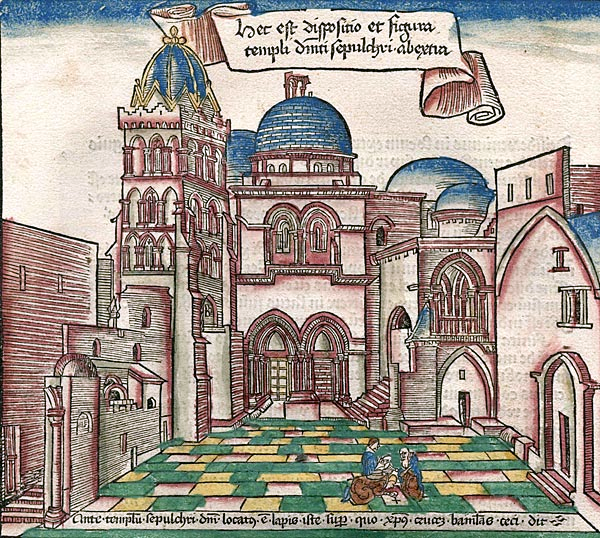
Xilogravura da fachada da igreja por Bernhard von Breidenbach, 1486. Nela, não é possível ver a Escada Imóvel

A luta pelo controle dos santuários cristãos em Jerusalém remonta aos acontecimentos descritos no Novo Testamento.
A partir do século XVI, os conflitos entre cristãos pelo direito de controlar os santuários tornaram-se progressivamente mais violentos. Quase todas as denominações cristãs participaram desses conflitos, mas os católicos e os cristãos ortodoxos gregos — comunidades mais numerosas, ricas e influentes na época — eram particularmente mais hostis entre si.
Durante o período em que Jerusalém esteve sob o domínio dos mamelucos do Egito (nos séculos XIV e XV), os franciscanos, em virtude das monarquias europeias que lhes ofereceram apoio financeiro e político, conseguiram se estabelecer como os verdadeiros "guardiões do Santo Sepulcro", bem como de outros lugares sagrados. Os ortodoxos gregos, buscando contestar os direitos concedidos aos franciscanos, apresentaram um documento supostamente recebido do califa Umar no século VII, transferindo a eles todos os direitos aos santuários cristãos. Em resposta, os católicos questionaram a autenticidade de tal documento, acusando-o de ser uma falsificação posterior, e ressaltaram que no século VII o cristianismo ainda estava unificado, então o decreto do califa, ainda que genuíno, se aplicaria a todas as denominações cristãs sem restrição. Os católicos também se referiram a sua continuidade com os cruzados e acusaram os ortodoxos de terem se recusado a participar nas Cruzadas.
Devido aos conflitos constantes na Igreja do Santo Sepulcro, o governo otomano emitiu decretos que regulavam as relações entre as denominações cristãs — tais decretos foram emitidos em 1604, 1637, 1673, 1757 e 1852.
Em 1719, os franciscanos obtiveram uma vitória diplomática, com um decreto especial do sultão que permitiu-lhes, de forma independente, sem o envolvimento de outras denominações cristãs, realizar trabalhos de restauração na Igreja do Santo Sepulcro.

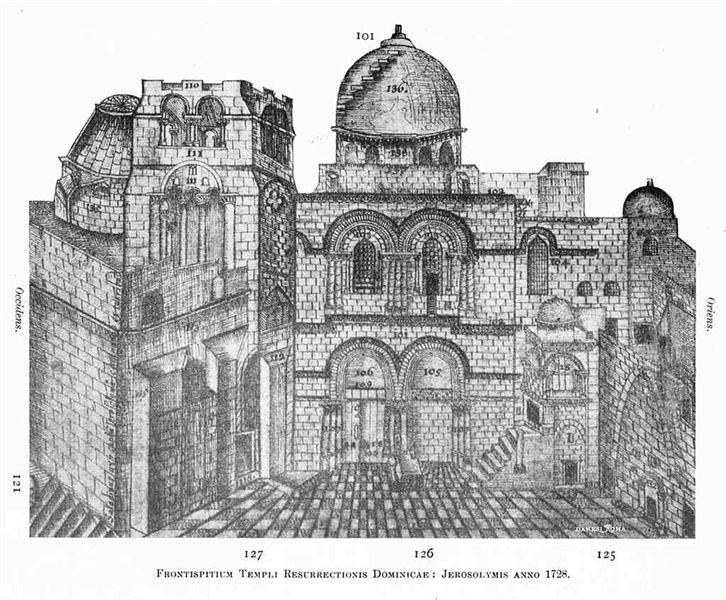
Gravura de Elzéar Horn, 1728

A data exata e a história por trás do surgimento da escada na fachada da igreja ainda é desconhecida. Acredita-se que a representação pictórica mais antiga da escada esteja numa gravura do monge franciscano Elzear Horn, datada pela Custódia da Terra Santa como tendo sido criada em 1728. Ademais, a escada é retratada em uma gravura de Edward Francis Finden, publicada em 1834. Depois dessa data, a escada é retratada em inúmeras gravuras, litografias e fotografias de diferentes origens até os dias de hoje.
Existe o forte consenso de que a escada em si pertence à Igreja Apostólica Armênia, pois os armênios têm o direito de usar a cornija, acessando-a através de sua janela durante os festivais religiosos. Por outro lado, o escritor israelita Amos Elon afirma em seu livro que a escada pertence à Igreja Ortodoxa Grega e deve permanecer no lugar devido à rígida cumprimento do "Statu Quo". O Centro de Informação Cristã de Jerusalém também insiste nesta versão da presença da escada na fachada: "A Escada Curta faz parte da fachada da Igreja do Santo Sepulcro devido ao Statu Quo."

### Propósito da escada
Existem várias teorias sobre os usos originais da escada.

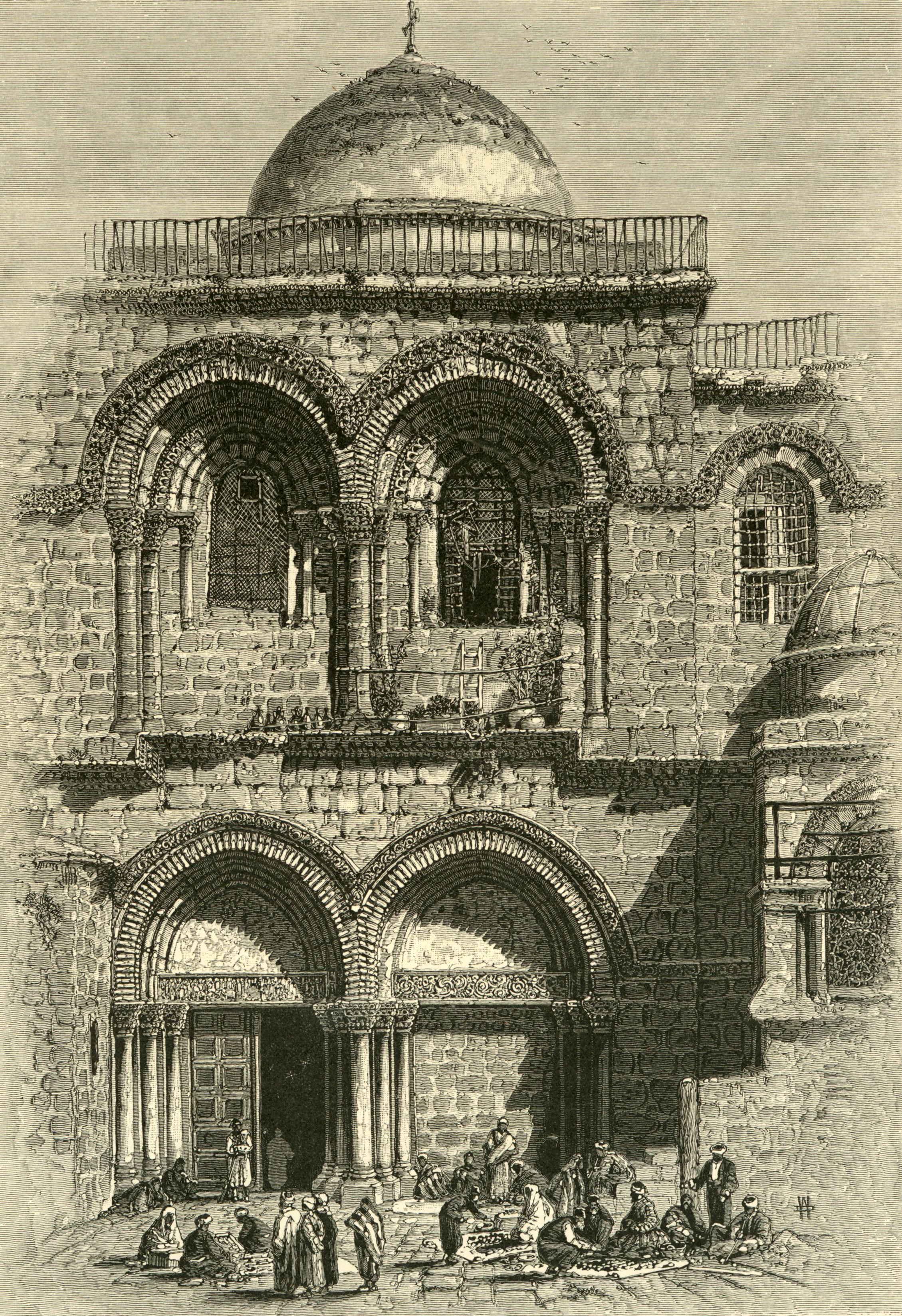
Entrada da Igreja do Santo Sepulcro, 1881–1884, gravura de um desenho de Charles William Wilson

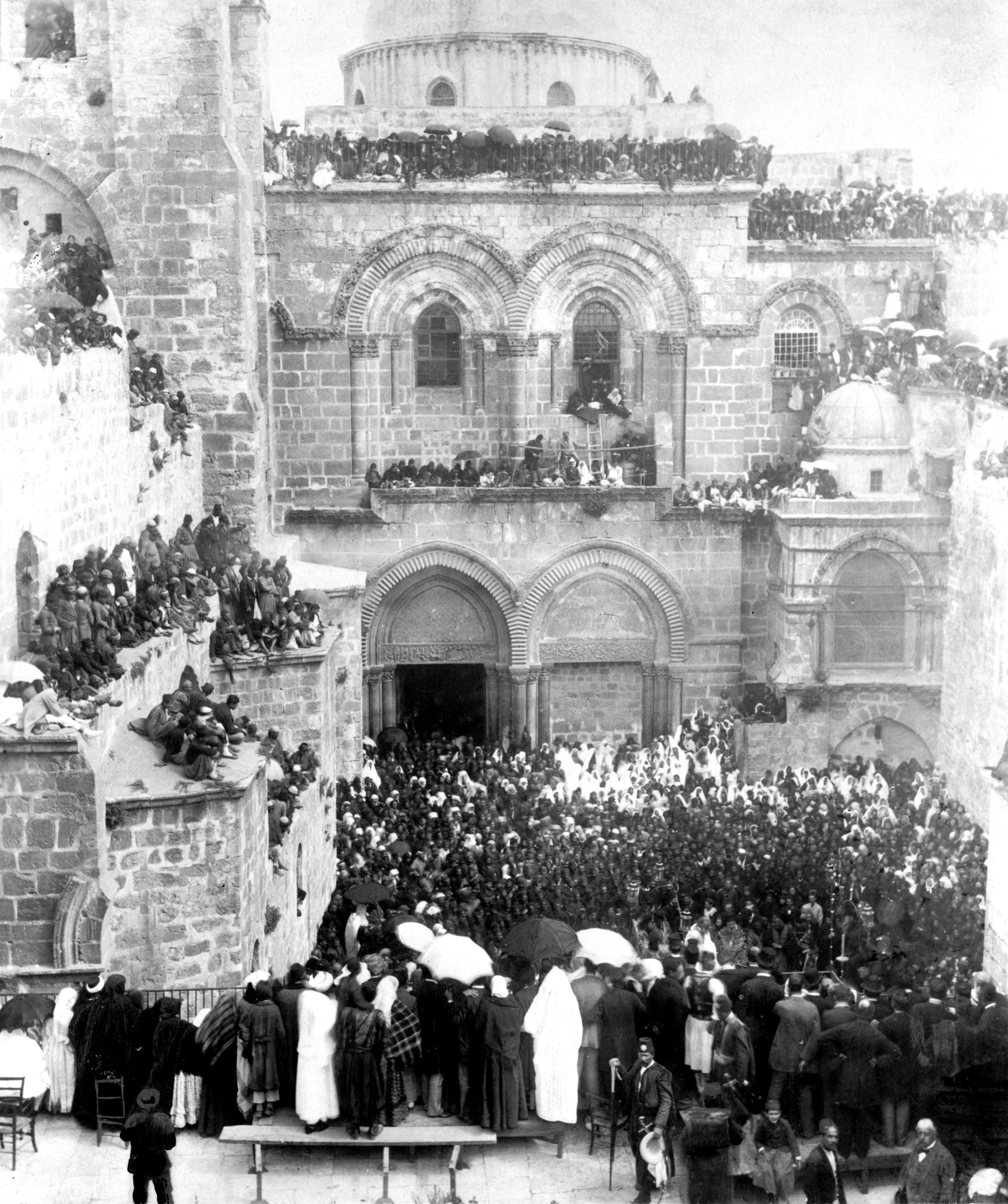
Festa religiosa, fotografia de Luigi Fiorillo, 1890

Uma teoria sugere que os monges armênios usavam a cornija e a escada para levar água e comida através de uma corda. Isso teria sido feito para evitar sair da igreja e pagar a taxa de entrada cobrada pelas autoridades otomanas. No lado esquerdo da entrada da igreja, havia um local onde os guardas turcos ficavam posicionados. A taxa de entrada na igreja (conhecida como kaffar) chegava a 500 piastras. Para acessar as áreas atrás das janelas do segundo nível, era necessário passar pelo território pertencente à Igreja Grega, o que às vezes era impossível. A cornija servia como um local para os monges tomarem um pouco de ar fresco, pois alguns deles, para evitar pagar aos turcos pela entrada, não saíam da igreja durante meses, ou mesmo anos.
Já outra teoria sugere que os monges utilizavam a cornija para cultivar verduras e legumes. Na gravura de Charles William Wilson, diversos vasos com plantas são retratados na cornija ao lado da Escada Imóvel. Algumas outras fontes mencionam que os monges cultivavam verduras nas cornijas.

Há também uma versão de que a escada era usada para acessar a cornija durante festas religiosas, quando uma multidão de fiéis se reunia no cemitério próximo. Uma evidência disso é encontrada no resumo do "Statu Quo", destinado ao uso pela Força Policial Palestina no Mandato Britânico da Palestina, em que se lê:
Acima da porta há uma cornija clássica, uma relíquia dos edifícios bizantinos. O acesso é feito pelas janelas da Capela Armênia de São João, e esta Comunidade tem o uso dela por ocasião das cerimônias festivas que acontecem no Pátio. A cornija superior é usada da mesma maneira pelos ortodoxos. Estas duas cornijas encontram-se em estado danificado e toda a fachada está bastante desgastada pelas intempéries e requer atenção especializada. 

De acordo com vários relatos, a escada pertenceu a um pedreiro que estava fazendo trabalhos de restauração na Igreja do Santo Sepulcro. Jerome Murphy-O'Connor afirma que "a escada foi introduzida pela primeira vez numa época em que os otomanos cobravam impostos do clero cristão toda vez que eles saíam e entravam no Santo Sepulcro". Os católicos adaptaram-se instalando-se dentro da igreja. O'Connor continua:
A janela, a escada e o parapeito pertencem todos aos armênios. A saliência serviu de varanda para o clero armênio residente no Santo Sepulcro, e eles chegaram até lá através da escada. Era a única oportunidade de tomar ar fresco e sol. A certa altura, aparentemente, eles também cultivavam vegetais frescos na borda.
Parece haver um consenso em dois fatos: o de que a escada está lá devido ao "Statu Quo" e de que a janela pertence aos armênios. Entretanto, existem divergência acerca do controle sobre a saliência na parede entre gregos e armênios e sobre o motivo pelo qual a escada foi originalmente colocada lá.

### Firman do Sultão de 1757 e Status Quo
O registro mais antigo da escada está em uma gravura de 1728 feita por Elzearius Horn . Em 1757, no mesmo ano em que o Status Quo foi introduzido, o sultão otomano Abdul Hamid I mencionou a escada num firman (um tipo de decreto real), e como tudo deveria ser deixado "como estava", de acordo com o firman, a escada também teve de permanecer como estava. Uma litografia de 1842 de David Roberts também mostra a escada no lugar. A primeira fotografia que mostra a escada data da década de 1850. No final do século XIX, a escada estava sendo usada para levar comida aos monges armênios presos pelos turcos. Relatos turcos mencionam que a escada era usada por monges armênios para limpar as janelas acima da saliência. A cornija bizantina onde a escada se apoia tem sido usada pelo público durante os festivais.
Em 1757, os franciscanos começaram a construir seu altar em frente à Edícula, ricamente decorado com presentes recebidos de vários países europeus. Na Páscoa de 1757, uma multidão de gregos, incitada por monges ortodoxos, invadiu a igreja para impedir a construção do altar. Os franciscanos se barricaram em suas celas. Os hierarcas gregos enviaram um relato sobre este incidente a Constantinopla, acusando os católicos de "hostilidade oculta" para com as autoridades do Império Otomano .
O sultão Osman III, com o objetivo de evitar a agitação entre a população ortodoxa do império, emitiu um firman, restringindo os direitos dos católicos aos santuários na Terra Santa e transferindo a propriedade da Igreja da Natividade e do Túmulo da Virgem Maria para a Igreja Ortodoxa Grega. O firman também estabeleceu direitos iguais para ambas as denominações na Igreja do Santo Sepulcro. Algumas fontes afirmam que a aceitação do firman de 1757 foi influenciada pelo grão-vizir Koca Ragıp Pasha, que supostamente teria recebido suborno oferecido pelos gregos. Quando o embaixador francês Conde de Vergennes tentou contestar essa decisão, Ragıp Pasha respondeu: "Esses lugares pertencem ao Sultão, e ele os dá a quem deseja; talvez sempre tenham estado nas mãos dos francos, mas hoje Sua Majestade deseja que pertençam aos gregos".

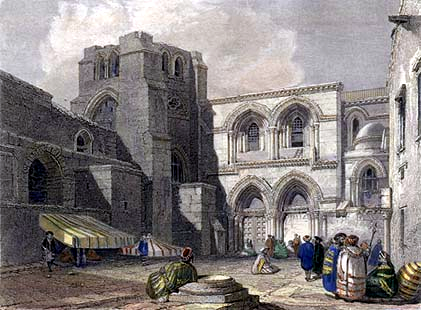
Gravura de Edward Finden, 1834

O firman de 1757 serviu como a primeira base documental para estabelecer as regras específicas para a divisão dos santuários cristãos entre várias denominações cristãs. A divisão de direitos, formalizada pelo firman de 1757 e reafirmada por um firman em 1852, ficou conhecida como "statu quo". Esses são os únicos documentos que regem e que permanecem em vigor nas principais igrejas cristãs. As regulamentações do Statu Quo foram e são rigorosamente cumpridas por todas as autoridades que já tiveram jurisdição sobre esses territórios estiveram em diferentes momentos da História — autoridades britânicas no Mandato Britânico da Palestina, Jordânia e Israel.

### Simbolismo e remoções
Desde então, escada foi ganhou um significado simbólico. A presença da escada em seu lugar significa a observância de um acordo entre seis denominações cristãs donas da igreja: não mover, consertar ou alterar nada na igreja sem o consentimento de todas as seis denominações. Durante sua peregrinação à Terra Santa em 1964, o Papa Paulo VI referiu-se à escada como um “símbolo visível da divisão no cristianismo” e um “símbolo visível da adesão ao "Statu Quo".

Em 1997, a escada foi puxada pela janela e escondida atrás de um altar por um protestante com a intenção de "mostrar a tolice da discussão sobre de quem é a saliência". Ele foi devolvido à saliência semanas depois, e uma grade foi instalada na janela. Em 2009, a escada foi colocada contra a janela esquerda por um curto período antes de ser movida de volta.

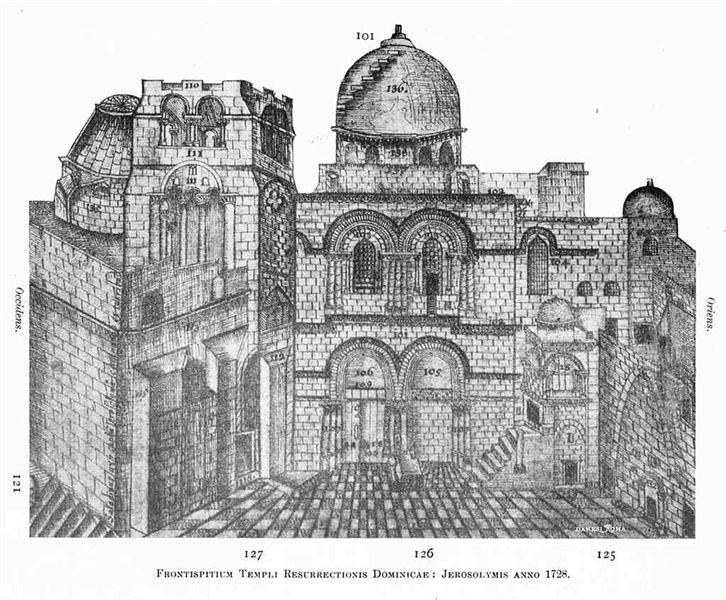
Gravura de 1728 mostrando a escada
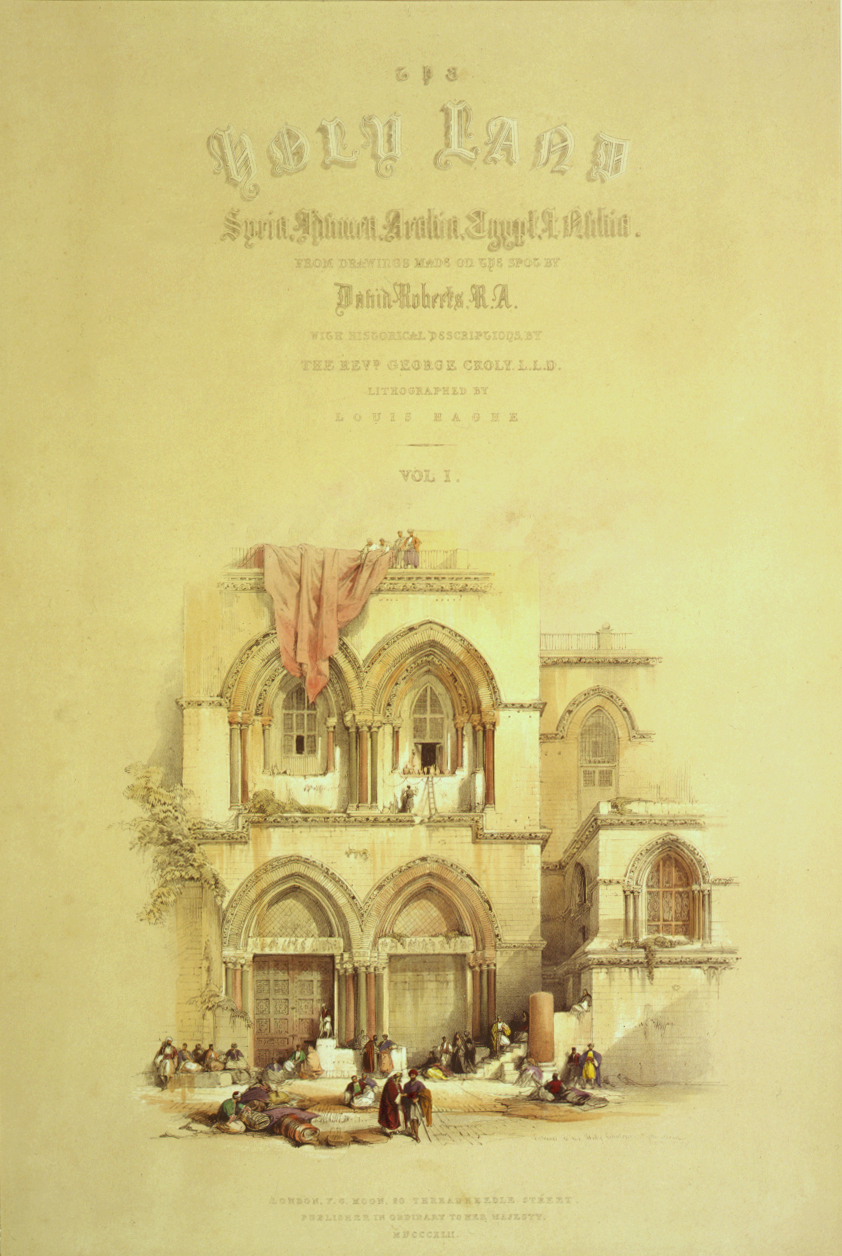
A escada na capa do livro The Holy Land, Syria, Idumea, Arabia, Egypt, and Nubia, 1842–1849
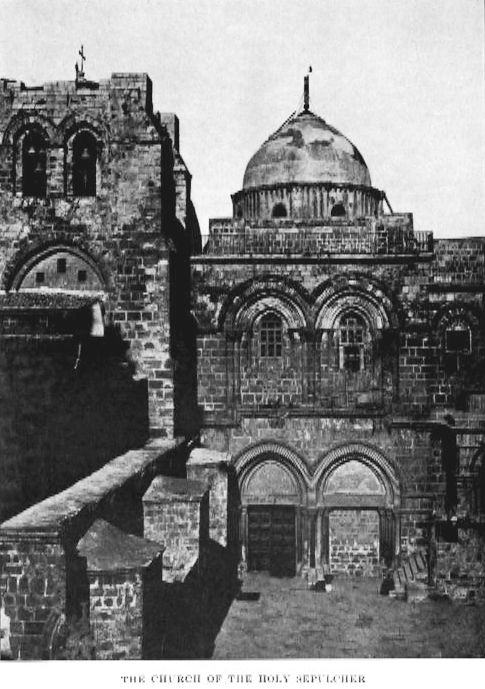
Igreja do Santo Sepulcro em 1985. A escada imóvel visível sob a janela superior direita. (Uma escada diferente está apoiada sobre o domo.)erent ladder leans against the dome.)
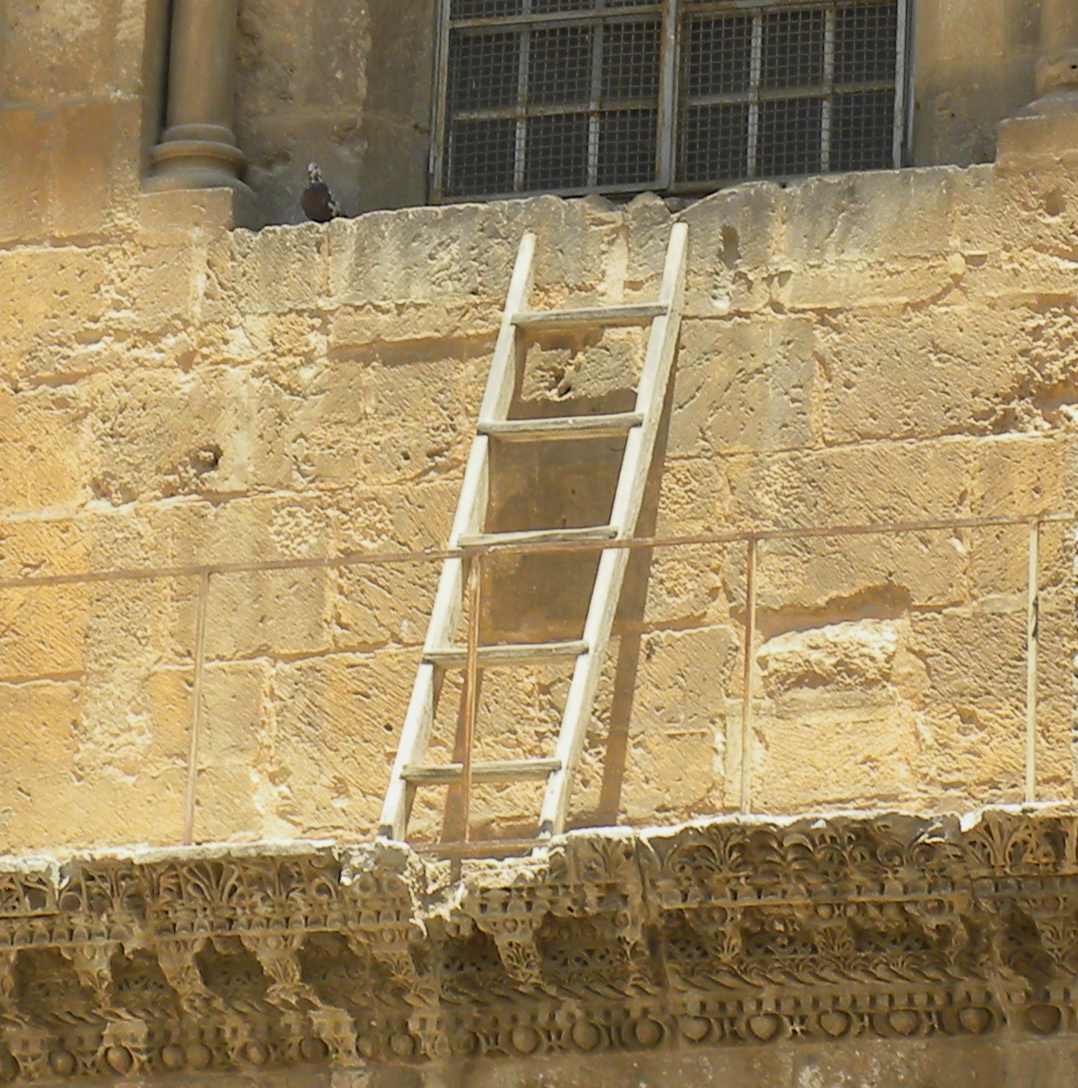
A Escada Imóvel, 2011